# Viviendas de la calle Monte Esquinza 41
Las Viviendas de la calle Monte Esquinza, 41 son un edificio de viviendas de la ciudad de Madrid.

## Historia y características
La edificación se encuentra situada en el número 41 de la calle del Monte Esquinza, en el barrio de Almagro del distrito de Chamberí. La fachada da también a la Calle del Marqués de Riscal.
Fue proyectado en 1966 por el arquitecto Javier Carvajal Ferrer, autor de obras como la Torre de Valencia. Las obras de construcción tuvieron lugar de 1966 a 1968.
Los pisos tienen una superficie de 150 a 300 m², y los apartamentos de 80 a 140 m². La planta de este edificio tiene forma de «L» para contar con un patio interior y sobre un chaflán se disponen dos núcleos verticales (con sus respectivos juegos de ascensores y escaleras). El material principal utilizado en el inmueble es el hormigón armado, que se deja visto, organizando las fachadas en dos niveles aprovechando el desnivel del terreno alternándose espacios abiertos y cerrados.
En palabras del propio arquitecto, en una placa metálica situada en el inmueble:

El hormigón que para mí ha sido tan sugerente quiso ofrecer más cosas de las que se suelen hacer con él, más allá de estructuras que se ocultan... Quise decirlo así y ahí está Montesquinza, como palabra suelta, junto a otras palabras sueltas de otros arquitectos porque no demasiadas veces nos dejan decir a los arquitectos las palabras nuevas y distintas.
J.C.